# Eusphalerum torquatum
Eusphalerum torquatum är en skalbaggsart som först beskrevs av Thomas Marsham 1802.  Eusphalerum torquatum ingår i släktet Eusphalerum, och familjen kortvingar. Arten är reproducerande i Sverige.